# Baeckea robusta
Baeckea robusta är en myrtenväxtart som beskrevs av Ferdinand von Mueller. Baeckea robusta ingår i släktet Baeckea och familjen myrtenväxter. Inga underarter finns listade i Catalogue of Life.